# 正義聯盟3000
《正義聯盟3000》（英語：Justice League 3000）為DC漫畫公司所推出的一個漫畫系列。故事背景發生於DC宇宙的31世紀，主角是在這時代重返世間的正義聯盟成員，分別有超人、蝙蝠俠、神力女超人、綠燈俠以及閃電俠。該系列於2013年12月創刊，由J·M·迪麥提斯（英語：J.M. DeMatteis）與凱斯·吉芬（英語：Keith Giffen）一起擔任腳本寫作，並由霍華德·波特（英語：Howard Porter）擔任繪者。  

## 簡介
故事發生於31世紀，當時人類已經遷居到各星球居住且急需一群英雄來維持公義。
這時擅於生化科技的卡德摩斯公司資助了神奇雙子，以五位千年前的超級英雄的DNA以及他們的傳說為基礎，以重現這群超級英雄。
不過，隨著時間久遠導致的資訊不足以及基因的損壞，這五個重現的超級英雄在記憶上、人格特質上以及超能力都有所弱於他們的原型。
但由於世界急需英雄的幫助，所以卡德摩斯公司也只好趕鴨子上架的推行這群英雄在護正義上的效能。
這些英雄大多缺少一些關鍵性的能力，如：閃電俠缺少神速力所給予的在高速下的防護能力，因此只能用人工給予的裝備來避免因摩擦而燃燒。
而超人則是少了熱視線和飛行能力，同時身體的防護力也有所降低。
至於，綠光戰警則是缺少了綠光能量戒指，只以一件能取代戒指的部份投影能力的罩袍來替代。